# Mint (робот-уборщик)
Mint — робот, предназначенный для автоматической сухой и влажной уборки пола, разработанный компанией Evolution Robotics. Один из первых относительно недорогих роботов-уборщиков с систематическим алгоритмом передвижения.

## Конструкция
В отличие от роботов-пылесосов, имеющих форму таблетки, Mint имеет квадратную форму, продиктованную конструкцией прикрепления тряпки и меньший размер (25 см в ширину). Тряпка крепится на съемную панель, держащуюся на магнитах и расположенную в передней (носовой) части робота. К самой панели тряпка крепится на липучку. Такая конструкция позволяет эффективно обрабатывать поверхность вблизи от стен и углов, в отличие от моющего робота Scooba. В старших моделях передняя панель облицована резиновой лентой. Передвижение обеспечивается, как и у всех бытовых роботов, двумя независимыми колесами. За счёт отсутствия других движущихся частей робот работает довольно тихо. Старшие модели роботов для режима влажной уборки имеют небольшой контейнер для залива воды, которой смачивается тряпка, таким образом увеличивая область влажной уборки. На лицевой панели в центре расположен ромб черного цвета, под которым расположены устройства для навигации. Также на лицевой части расположены три кнопки: кнопка включения-выключения и две кнопки режимов — влажная уборка и сухая уборка. Над кнопками расположены три светодиода для индицирования состояния навигации.

## Принцип действия
Возможны два варианта уборки — сухой тряпкой и мокрой. В режиме сухой уборки время работы дольше в полтора-два раза. Сухая уборка собирает мусор на микрофибровую тряпку. Влажная уборка не имеет непосредственного контакта воды из контейнера смачивателя с полом и поэтому может быть применима для ламината и других водобоязненных покрытий.
Навигационная система робота позволяет избегать неубранных мест и сократить время уборки по сравнению с псевдослучайным алгоритмом перемещения; тем не менее робот не оснащён какими-либо сенсорами загрязнённости, поэтому убирает там, где не грязно, и не уделяет дополнительного внимания особо загрязнённым местам. Для построения карты убранной и грязной поверхности и навигации по ней используется отдельная конструкция под названием NorthStar, представляющая собой куб размером 5×5×5 см и рисующая инфракрасные линии на потолке. Эти линии сам робот считывает через видеокамеру на верхней части корпуса. Между кубом и роботом существует двусторонняя связь. Так, по окончании уборки робот сообщает об этом кубу и последний выключается автоматически.Ограничивать площадь уборки можно только физическими препятствиями, например, дверьми. Робот поддерживает два куба одновременно, которые вкупе позволят увеличить размер карты. Если куб один и покрывает не всю квартиру, то при замене тряпки (которая обычно происходит синхронно с подзарядом батареи) можно переносить куб в новое место, и запускать робота не с той же точки, где он закончил, а с новой.
Робот в состоянии работать и без куба навигации, но не строит при этом карту чистой и грязной областей. Без куба навигации он более «близорук» и теряется в больших комнатах, не убирает какие-то их части.
Передвигаясь, робот движется полосами слева направо. После уборки полосы шириной в два-три метра робот возвращается к исходной точке и начинает убирать, поворачивая влево, и так далее, таким образом последовательно расширяя зону убранной поверхности.
В режиме сухой уборки робот движется прямыми линиями: доезжая до стены, поворачивает вправо на 90°, проезжает расстояние в половину корпуса, поворачивает еще раз вправо на 90° и едет обратно. По большинству мест робот проезжает ровно один раз.
В режиме влажной уборки робот движется Y-образно, вперед-вправо, затем задом к исходной точке, потом вперед влево и задом на половину расстояния. За счет последнего короткого этапа робот постепенно продвигается вперед. После проезда расстояния в 2 метра, робот разворачивается и движется обратно на расстоянии половины корпуса относительно предыдущего маршрута. Таким образом по одной точке поверхности робот проводит тряпкой минимум 3 раза. Фактически, робот эмулирует работу швабры.
Существует «быстрый режим» уборки, в котором робот не производит тщательную уборку пола вдоль некоторых стен и фурнитуры и обрабатывает только открытые пространства, где нет препятствий. По словам производителей, это позволяет сэкономить до 30 % времени.
При изменении высоты пола более 2-3 мм робот откажется переезжать линию перепада. Таким образом сделана защита от наезда на ковровые покрытия. Робот в состоянии избегать лестниц, но в руководстве пользователя производитель рекомендует все же ограничивать доступ к лестнице и балкону посредством установки физического препятствия. За счет нулевого клиренса (так как тряпка должна иметь непосредственный контакт с полом), робот менее придирчив к разбросанным по полу вещам, чем роботы-пылесосы. Мелкие предметы робот толкает перед собой.

## Модельный ряд

### Первое поколение
К первому поколению относится модель Mint 4200, вышедшая в январе 2010 года. Модель выпускается в бело-черном цвете (лицевая часть — белая), заряжается только через гнездо на корпусе самого робота, куда вставляется штекер от зарядного устройства и не имеет механизма смачивания тряпки.
Спустя некоторое время вышла модель Mint 4205, снабженная резервуаром для смачивания, окрашенными в серый цвет лицевыми панелями и белыми боковыми.

### Второе поколение
Модель Mint Plus (5200, 5200C) — анонсирована 14 сентября 2011 года и отличается от первой модели черным цветом корпуса, резиновой окантовкой передней части, более умным поведением, опциональным наличием зарядной базы (cradle), ускоряющей процесс зарядки (только для версии 5200C) и наличием контейнера для смачивания тряпки. Зарядная база позволяет сократить время зарядки с 4 до 2 часов, но заряжает аккумуляторы не полностью (до 80 %) и предназначена скорее для сокращения времени простоя между этапами уборки большой площади.

## Награды
- Финалист конкурса ‘8th IERA Award' (2012)[1]

## Исследовательское применение
Робот участвовал в испытаниях имеющихся в свободной продаже автоматов-уборщиков на пригодность для сбора проб спор Bacillus anthracis, которые могут быть распылены террористами на значительной площади помещений. Для моделирования использовались споры Bacillus atrophaeus, распыляемые из аэрозоля в лабораторном помещении на покрытии типа ламината (другие устройства были испытаны и на ковровом покрытии). По сравнению с сухими и влажными пылесосами, влажная тряпка Mint 4200 показала значительно бо́льшую эффективность сбора спор (до 62 % от количества спор, собранных обычными лабораторными методами). На кафеле при низкой концентрации спор тряпка смогла собрать даже больше, чем традиционно используемая губка.